# Quatuor Van Kuijk
Pour les articles homonymes, voir Kuijk.
Le Quatuor Van Kuijk est un quatuor français fondé en 2012.

## Histoire
Le Quatuor Van Kuijk remporte le 1er Prix du Concours International de Trondheim en 2013, et est le premier quatuor français à remporter le 1er Prix du Concours International du Wigmore Hall à Londres en 2015, assorti des prix spéciaux Haydn et Beethoven.
Lauréat HSBC de l'Académie du Festival d'Aix-en-Provence, le quatuor est également membre du programme « BBC New Generation Artist » pour la période 2015-2017 et est sélectionné pour prendre part au programme « ECHO Rising Star » pour la saison 2017-2018.
La formation se produit sur les plus grandes scènes, en Amérique, en Asie, en Europe (Philharmonie de Berlin, Tonhalle de Zürich, Concertgebouw d'Amsterdam...), et participe à de nombreux festivals de par le monde.
Le quatuor a étudié auprès du Quatuor Ysaÿe, de Michael Tree, d'André Roy, d'Heime Müller et de Günter Pichler.

## Membres
- Nicolas Van Kuijk, premier violon
- Sylvain Favre-Bulle, second violon
- Emmanuel François, alto
- Anthony Kondo, violoncelle

## Discographie
- Mozart - Alpha Classic, septembre 2016 (Quatuors K. 428 et K. 465 "Dissonances", Divertimento K. 136) : "Choc de Classica", "Diapason découverte"

## Sources et références
1. ↑  site officiel: http://www.quatuorvankuijk.com/

- « Biographie du Quatuor Van Kuijk », sur ProQuartet - Centre européen de musique… (consulté le 31 décembre 2023)